# Wohn- und Geschäftshaus Westerstraße 27
Das Wohn- und Geschäftshaus Westerstraße 27 (Hartke-Haus) in Wildeshausen, nahe beim Marktplatz, stammt vom Ende des 19. Jahrhunderts. Das Gebäude wird als Wohnhaus und seit 2005 als Drogerie genutzt.
Das Gebäude steht unter Denkmalschutz.

## Geschichte
Das zweigeschossige historisierende verputzte Gebäude mit flachem Walmdach, mittigem Giebelrisalit als Eingang und modern veränderten Schaufenstern wurde 1890 gebaut. Die markante Putzgliederung besteht aus dem geschossteilenden Gesims, der Kantenquaderung als Diamantquader, den reichen Fensterbekrönungen als Rankenreliefs und mit Wappenschilden sowie mittigem Frauenkopf.
Das frühere Hartke-Haus wurde u. a. bis 2004 als Textilgeschäft und danach als Drogerie genutzt.
Die Landesdenkmalpflege befand: „[…] geschichtliche Bedeutung […] als beispielhaftes Wohn-/Geschäftshaus des späten Historismus […]“.